# Islândia nos Jogos Olímpicos de Inverno de 1948
A Islândia competiu nos Jogos Olímpicos de Inverno pela primeira vez nos Jogos Olímpicos de Inverno de 1948 em St. Moritz, Suíça.